# Prat (Côtes-d'Armor)
Prat é uma comuna francesa na região administrativa da Bretanha, no departamento Côtes-d'Armor. Estende-se por uma área de 21,85 km². Em 2010 a comuna tinha 1 140 habitantes (densidade: 52,2 hab./km²).